# Remix'91
Remix '91 – czwarty album zespołu Top One wydany przez wytwórnię Caston w 1991 roku. Album zawiera 9 piosenek remixowych. 

## Lista utworów
1. "Wróć Yesterday"
2. "Competition knows me"
3. "Puerto Rico"
4. "Top One"
5. "Wejdziemy na top"
6. "Złudne prawdy"
7. "Lonely Star"
8. "Ciao Italia"
9. "Fred Kruger"

## Dodatkowe informacje
- Nagrania zarejestrowano w Studio S-4 w grudniu 1990
- Realizacja: Rafał Paczkowski